# 西尾家住宅
西尾家住宅（にしおけじゅうたく）は大正時代に貿易商・西尾類蔵が兵庫県神戸市須磨区離宮前町に自邸として建てた西洋館。兵庫県指定有形文化財。現在は結婚式場「神戸迎賓館」として商用利用されている。

## 建築概要
- 設計 - 設楽貞雄
- 施工 -
- 竣工 - 1919年（大正8年）
- 構造 - 煉瓦造、一部鉄筋コンクリート造、二階建て・地下一階、寄棟造、桟瓦葺
- 所在地 - 兵庫県神戸市須磨区離宮西町2-4-9

## 施主
西尾類蔵は貿易や不動産業で財を成した商人で、外国人客の接待用迎賓館兼自邸として本物件を建設した。類蔵は1873年に兵庫県人西尾つるの子として生まれ、同志社学院を経て渡米、オークランド商業大学で学び、帰国後、横浜（当時は根岸村 (神奈川県)）で商館員などを経て、西尾商事会社、常盤土地建物会社、Kobe Central Land & Building Co., Ltd.（神戸中央土地建物）の代表を務めた。常盤土地建物は神戸外国人居留地跡の神戸大丸の地主でもあった。神奈川県生まれで神戸女子学院出身の妻つね（1873年生）との間に生まれた渡（1903年生）は、米国デニソン大学とハーバード大学大学院で学び、兵庫県の池田鹿三郎の二女・光子（1990年生、甲南高等女学校出身）と結婚した。現在、本物件は類蔵の子孫が所有している。